# Ludwig von Erlichshausen
Ludwig von Erlichshausen (Satteldorf ? 1410 k. – Königsberg 1467. április 4.) a teuton lovagrend 31. nagymestere 1450-től 1467-ig.
Svábföldi nemesi családból származott, talán Satteldorfból. Paul Belenzer von Rusdorf nagymester alatt szolgált Poroszországban, majd Schönsee (Wąbrzeźno), valamint Thorn (Toruń) komtura volt 1442-47-ben, ezután 1446-tól 1450-ig Mewéé (Gniew).
Elődje a nagybátyja, Konrad volt, akinek 1449-ben bekövetkezett halála után 1450-ben választották nagymesterré. Nagyon nehéz feladat elé nézett. A Német Lovagrend már évtizedek óta vereségei súlyos terhét nyögte, s teljes csődközelben volt. Reformkísérletei kudarcba fulladtak, s ráadásul 1440-ben megkötötték az ún. Porosz Szövetséget uralmának megszüntetésére. Erlichshausen minden igyekezetével azon volt, hogy megőrizze a Német lovagrend államát. Különösen nagy veszélyt délről jelentett számára a terjeszkedő Lengyelország, amely vissza akarta szerezni az 1309-ben elhódított Pomerellent, mely kijárat volt a Balti-tenger felé.
1453-ban követelte a Szövetség feloszlatását, ami fegyveres lázadáshoz vezetett, egy évvel később ezt a lengyel király hadüzenete követte. A lovagrend nagyszámú zsoldossereget állított ki, élére Bernard von Zinnenberget helyezte.

A Szövetség a kezdeti fiaskó ellenére kitartott IV. Kázmér lengyel király mellett, pénzösszegeket folyósított a háború folytatásához, míg a lovagrend pénzügyi válságba került. Zsoldosai fizetésére a nagymester várakat, földeket, városokat, sőt már egész országrészeket kellett, hogy elzálogosítson, mely zálogokat a zsoldosvezérek eladtak, legtöbb esetben a lengyeleknek. Ugyan Dánia volt az egyetlen ami segítséget ígért, de hajóit Bornholmnál a pomerán hajók megállították.
1457-ben már Máriavárt is át kellett adnia, amit nem sokkal később a lengyel sereg be is vett. Erlichshausen áttette a rendi székhelyt Königsbergbe, de a zsoldosok adásvételei nyomán sokszor harc nélkül cseréltek gazdát egyes területek. A háború végére az ország legnagyobb részt már lengyel kézben volt, s Erlichshausen 1466. október 10-én aláírta a toruńi békét, amiben lemondott Királyi Poroszországról, a történeti Poroszország középső és nyugati részéről, az ermalandi és a kulmi püspökségről, rengeteg városról, várról és uradalomról egyetembe. Ezen felül hűbéri kötelezettséget vállalt a maradék kelet-porosz területen. Lemondott az önálló külpolitikáról és egyéb kiváltságairól (pl. gabonaszállítás). Kevesebb mint hat hónappal a béke aláírása után 57 éves korában meghalt.